# 越城区
越城区是中国浙江省绍兴市下辖的一个市辖区。擁有“五個”國字號平台（紹興國家高新區、袍江國家開發區、中國歷史文化名城、會稽山國家森林公園、鑑湖國家濕地公園）。區人民政府駐塔山街道延安路。

## 行政区划
越城区下辖15个街道办事处、1个镇：
塔山街道、府山街道、北海街道、城南街道、稽山街道、迪荡街道、东湖街道、灵芝街道、东浦街道、鉴湖街道、斗门街道、皋埠街道、马山街道、孙端街道、陶堰街道、沥海街道和富盛镇。

### 区划沿革
2013年10月，原绍兴县的孙端镇、陶堰镇、富盛镇划归越城区管辖。

## 人口
越城區區域面積为498平方千米，人口74.46萬，相繼有部分區域委托绍兴高新技术产业开发區、袍江经济技术开发區、鏡湖新區等市級開發區代管，至2013年底，實際管轄面積166.92平方公裡，2013年末總人口為40.79萬。
根據第七次全国人口普查數據，截至2020年11月1日零時，越城區常住人口為1020037人。  2022年初户籍人口82.91万人，其中男性40.39万人，女性42.52万人，分别占总人口的48.7%和51.3%。全区人口出生率5.34‰、死亡率7.14‰，人口自然增长率-1.80‰。

## 经济文化
越城区是绍兴市的政治、文化中心，但经济主要集中在外围柯桥区。越城区内有全国重点保护文物22处。越城区经济主要以工业为主，占经济总值的47%，商业占22%。

## 交通
- 萧甬铁路：绍兴站
- 杭甬客运专线：绍兴北站
- 绍兴轨道交通： █ 2号线